# Imię odojcowskie
Imię odojcowskie (także imię po ojcu) – nazwa osobowa w krajach słowiańskich, tworzona od imienia ojca, stosowana urzędowo w niektórych państwach. 

## Zasady tworzenia
Imię odojcowskie we wszystkich językach słowiańskich tworzy się podobnie, przez dodanie do imienia ojca odpowiedniego przyrostka (potocznie końcówki). Przyrostki są następujące:
| Język                                                          | przyrostek dla syna                                | przyrostek dla córki                                                 |
| -------------------------------------------------------------- | -------------------------------------------------- | -------------------------------------------------------------------- |
| rosyjski                                                       | -owicz (-ович), -ewicz (-евич) albo -icz (-ич)     | -owna (-овна), -ewna (-евна), -iczna (-ична) albo -iniczna (-инична) |
| ukraiński                                                      | -owycz (-ович), -jowycz (-йович) albo -ycz (-ич)   | -iwna (-івна) albo -jiwna (-ївна)                                    |
| białoruski                                                     | -awicz (-авіч), -owicz (-овіч) albo -ewicz (-евіч) | -auna (-аўна), -ouna (-оўна) albo -euna (-еўна)                      |
| bułgarski                                                      | -ow (-ов) albo -ew (-ев)                           | -owa (-ова) albo -ewa (-ева)                                         |
| czeski, słowacki                                               | -ovic, -evic albo -ic                              | -ovna, -evna albo -icna                                              |
| serbsko-chorwacki, serbski, chorwacki, bośniacki, czarnogórski | -ović (-овић), -ević (-евић) albo -ić (-ић)        | -ovna (-овна), -evna (-евна) albo -ićna (-ићна)                      |
| słoweński                                                      | -ovic, -evic albo -ic                              | -ovna, -evna albo -icna                                              |
| macedoński                                                     | -ović (-овиќ), -ević (-евиќ) albo -ić (-иќ)        | -ovna (-овна), -evna (-евна) albo -ićna (-иќна)                      |

Imię odojcowskie umieszcza się pomiędzy imieniem a nazwiskiem. W razie posiadania dwóch lub więcej imion, umieszcza się je pomiędzy drugim (ostatnim) imieniem a nazwiskiem.
W Związku Radzieckim imiona odojcowskie były nadawane urzędowo wszystkim obywatelom, a przez to stosowane także w językach poszczególnych republik związkowych nie będących językami słowiańskimi. Na Zakaukaziu stosowane były formy imion odojcowskich tamtejszych języków:
- w języku ormiańskim stosowano przyrostek: -i (-ի) (dla syna i córki), dosłownie oznaczający przynależność;
- w języku azerskim imię odojcowskie to imię ojca i wyraz: oğlu (оғлу) (tłum. syn), qızı (гызы) (tłum. córka);
- w języku gruzińskim imię odojcowskie to imię ojca w dopełniaczu (przyrostek -s (-ს)) i wyraz: dze (ძე) (tłum. syn), asuli (ასული) (tłum. córka).

Występowało także tworzenie imion odojcowskich w formie słowiańskiej, np. z końcówką -ovič (-ович) w języku litewskim, czy -ovici (-ович) w języku mołdawskim.
Obecnie imiona odojcowskie są nadawane urzędowo, występując w państwowych spisach i paszportach, wszystkim obywatelom w Rosji, na Ukrainie, na Białorusi i w Bułgarii. Jeżeli ojciec jest nieznany, imię odojcowskie nadaje się według wyboru dokonanego przez matkę. Na Ukrainie w przypadku występowania podwójnego imienia ojca, co jest przypadkiem rzadkim, imię odojcowskie domyślnie nadaje się od pierwszego imienia, a na prośbę rodziców od dwóch imion ojca, jak np. Oleksij Bogdan-Jurijowicz (Олексій Богдан-Юрійович) (ojcem jest Bogdan-Jurij). W języku rosyjskim nazwą imienia odojcowskiego jest otczestwo (отчество), od słowa „otiec” („отец”) znaczącego „ojciec”.

## Role i zwyczaje
Imiona odojcowskie spełniają trzy role: wyróżniającą, wskazującą i obyczajową.
Rola wyróżniająca polega na tym, że imię odojcowskie jest dodatkowym wyróżnikiem. Spełnia tę rolę podobnie jak drugie imię, które nie jest stosowane w krajach urzędowo nadających imiona odojcowskie.
Rola wskazująca polega na wskazywaniu ojca, a przynajmniej jego imienia.
Imię odojcowskie może być wykorzystane przy zwracaniu się do drugiej osoby. Zwracanie się do kogoś z użyciem jego imienia i imienia odojcowskiego, bez drugiego imienia i nazwiska, np. Natalio Włodzimierzowno, jest traktowane w krajach, w których jest ono powszechne, jako wyraz szacunku i życzliwości. Szczególnie tyczy się to zwracania do osób starszych czy przełożonych, może być też wykorzystywane przy wspominaniu o nich w rozmowie. W ten sposób zastępowany jest zwrot grzecznościowy „pan”, „pani”. Zwyczaj ten upowszechniony jest najbardziej w Rosji, na Ukrainie i na Białorusi.
Jak wskazuje Jan Grzenia, zasady przekładania otczestw na język polski nie są ustalone. Niekiedy stosuje się prawie wyłącznie formy spolszczone, np. Paweł I Piotrowicz. W wielu przypadkach pomiędzy rosyjską a polską formą nie ma różnicy (Aleksandrowicz, Pawłowicz).
Wyjątkowo wśród władców rosyjskich Anna Iwanowna zwana jest też Joannowną, nie Janowną, bo jej ojciec Iwan VI Antonowicz znany jest też pod imieniem Joann.
W miarę możności powinno się polszczyć formy odojcowskie. Aleksander II powinien być w polskim piśmiennictwie Mikołajewiczem jako syn Mikołaja. Z kolei w przypadku Jerzego (jak i Iwana) nie będzie się przekładać otczestwa; właściwa forma to Gieorgijewna lub Juriewna.

## Przykłady
- rosyjski: Władimir Władimirowicz Putin
- białoruski: Alaksandr Ryhorawicz Łukaszenka
- ukraiński: Wołodymyr Ołeksandrowycz Zełenski
- bułgarski: Rumen Georgiew Radew
- serbski: Vuk Stefanović Karadžić